# Cigawir
Cigawir is een bestuurslaag in het regentschap Garut van de provincie West-Java, Indonesië. Cigawir telt 5005 inwoners (volkstelling 2010).